# Discoblastula
La discoblastula (ou discoblastule) est une calotte de blastomères, les premières cellule d'un embryon, issue de la segmentation partielle d’une aire très réduite du blastodisque dans un œuf télolécithe.